# Ferdinando Antonio Lazzari
Ferdinando Antonio Lazzari  (11 avril 1678 - 19 avril 1754) né à Bologne est un frère franciscain, organiste et compositeur italien.

## Biographie
Né Lazzaro Maria, selon le père Giovanni Battista Martini,  il a étudié l'orgue avec Vastamigli, le violon avec Domenico Gabrielli et le contrepoint avec Giovanni Paolo Colonna et Degli Antoni. Le 19 juillet 1693, il demande à revêtir la robe des Frères mineurs conventuels de saint François de Bologne ; novice, il est remarqué pour ses compétences en chant et orgue. Selon Martini, le 1er octobre 1694, il a prononcé sa profession de foi solennelle et a pris le nom de Ferdinando Antonio. 
À partir de 1695, il est attaché au couvent de saint François d'Assise, où il se spécialise dans les études musicales sous la direction de G. A. Ferrari (Ferrario) et G. M. Bit,  il y a occupé les postes de second et premier organiste. Le 31 mai 1702, il a été nommé maître de chapelle de Saint-François de Bologne ;  il a occupé ce poste jusqu'au 19 décembre 1705, quand il a demandé à être transféré à la basilique Sainte-Marie-Glorieuse-des-Frères de Venise.
En 1711, toujours selon Martini, il reçoit, sur ordre du prince Filippo Ercolani (ambassadeur ordinaire à la république de Venise) la responsabilité insigne d’être le compositeur officiel pour la cérémonie d’accession au trône de l’empereur Carlo VI. 
Le 12 juillet 1712, à Bologne, il a la charge de diriger la musique après la canonisation de sainte Catherine de Bologne. 
Souffrant de cécité : en 1713, il est retourné de façon permanente au couvent de Bologne. 
Le 2 décembre 1719, il a été accueilli parmi les pères supérieurs.
Il est mort à Bologne le 19 avril 1754, et fut enterré dans l'église à côté du couvent ,,

## Œuvres
Parmi les œuvres de Ferdinando Antonio Lazzari, dont les partitions étaient toutes manuscrites, on compte des motets, des messes, un oratorio, un concerto et une sonate instrumentale.

## Source
- (de) Cet article est partiellement ou en totalité issu de l’article de Wikipédia en allemand intitulé « Ferdinando Antonio Lazzari » (voir la liste des auteurs).